# Whispers: An Elephant's Tale
Whispers: An Elephant's Tale е американски детски филм от 2000 г. на режисьора Дерек Жуберт и озвучаващия състав се състои от Анджела Басет, Джоана Лумли, Ан Арчър, Деби Дерибери и Кевин Майкъл Ричардсън.